# Gerd Lurz
Gerd Lurz (geboren im 20. Jahrhundert) ist ein deutscher Drehbuchautor.

## Leben und Karriere
Gerd Lurz begann seine Karriere im deutschen Fernsehen Anfang der 1990er-Jahre. Seine Arbeiten umfassen eine große Bandbreite an TV-Genres – von Comedy-Formaten wie Nikola oder Alles Atze bis hin zu Daily Soaps wie ,Verbotene Liebe oder Alles was zählt.
Er war als Chefautor, Dialogautor, Konzeptentwickler und Script-Editor tätig, teilweise in Kooperation mit Co-Autoren wie Peter Ackermann-Laubenstein, David Ungureit oder Marko Lucht.

## Werk

### Serien (Auswahl)
- Alles was zählt (2015–2025) – Autor, Dialogbücher, Script-Editor
- Heldt (2015–2020) – Drehbuch (mehrere Episoden)
- SOKO München (2020) – Drehbuch
- In aller Freundschaft – Die Krankenschwestern (2018) – Drehbuch
- Beck is Back! (2018) – Drehbuch (Folge 2, mit Peter Ackermann-Laubenstein)
- Verbotene Liebe (1995–2014) – Storyliner, Dialogautor
- Nils Holgerssons wunderbare Reise (2011) – Drehbuch (EMIL-Auszeichnung)
- Eine wie keine – Dialogbücher, Script-Editor
- Die Camper, Alles Atze, Ritas Welt, Nikola – Comedyformate, Buch & Script-Editing
- Herzog (2008–2009) – Konzept, Chefautor

### Fernsehfilme
- Ein Schnupfen hätte auch gereicht (2017) – Drehbuch
- Sechs Richtige und ich (2017) – Drehbuch (mit Peter Ackermann-Laubenstein)
- Instinkt – TV-Movie (mit Peter Ackermann-Laubenstein, in Produktion)

### Weitere Formate
- Axel! will’s wissen (2005–2006) – Autor
- Die Anrheiner (1998–2002) – Konzept, ca. 50 Episoden
- Broti & Pacek – irgendwas ist immer, Mein Chef und ich, Bernds Hexe, Das Amt – Autorenarbeit in Episoden